# Епархия Чжумадяня
Епархия Чжумадяня (лат. Dioecesis Ciumatienensis) — епархия Римско-Католической церкви c центром в городе Чжумадянь, Китай. Епархия Чжумадяня входит в митрополию Кайфэна.

## История
2 марта 1933 года Святой Престол учредил апостольскую префектуру Чжумадяня, выделив её из апостольского викариата Наньянфу (сегодня — Епархия Наньяна).
9 ноября 1944 года апостольская префектура Чжумадяня была преобразована в апостольский викариат.
11 апреля 1946 года Римский папа Пий XII издал буллу Quotidie Nos, которой преобразовал апостольский викариат Чжумадяня в епархию.

## Ординарии епархии
- епископ Pietro Wang (Wang Ji-zhi) (4.08.1933 — 1938);
- епископ Giuseppe Maria Yüen K’ai-chih (Ching Ping) (1939 — 30.01.1969);
  - Sede vacante с 30.01.1969 года по настоящее время.

## Источник
- Annuario Pontificio, Libreria Editrice Vaticana, Città del Vaticano, 2003, ISBN 88-209-7422-3
- Булла Quotidie Nos, AAS 38 (1946), стр. 301  (лат.)